# Rotes Kreuz Berlagasse

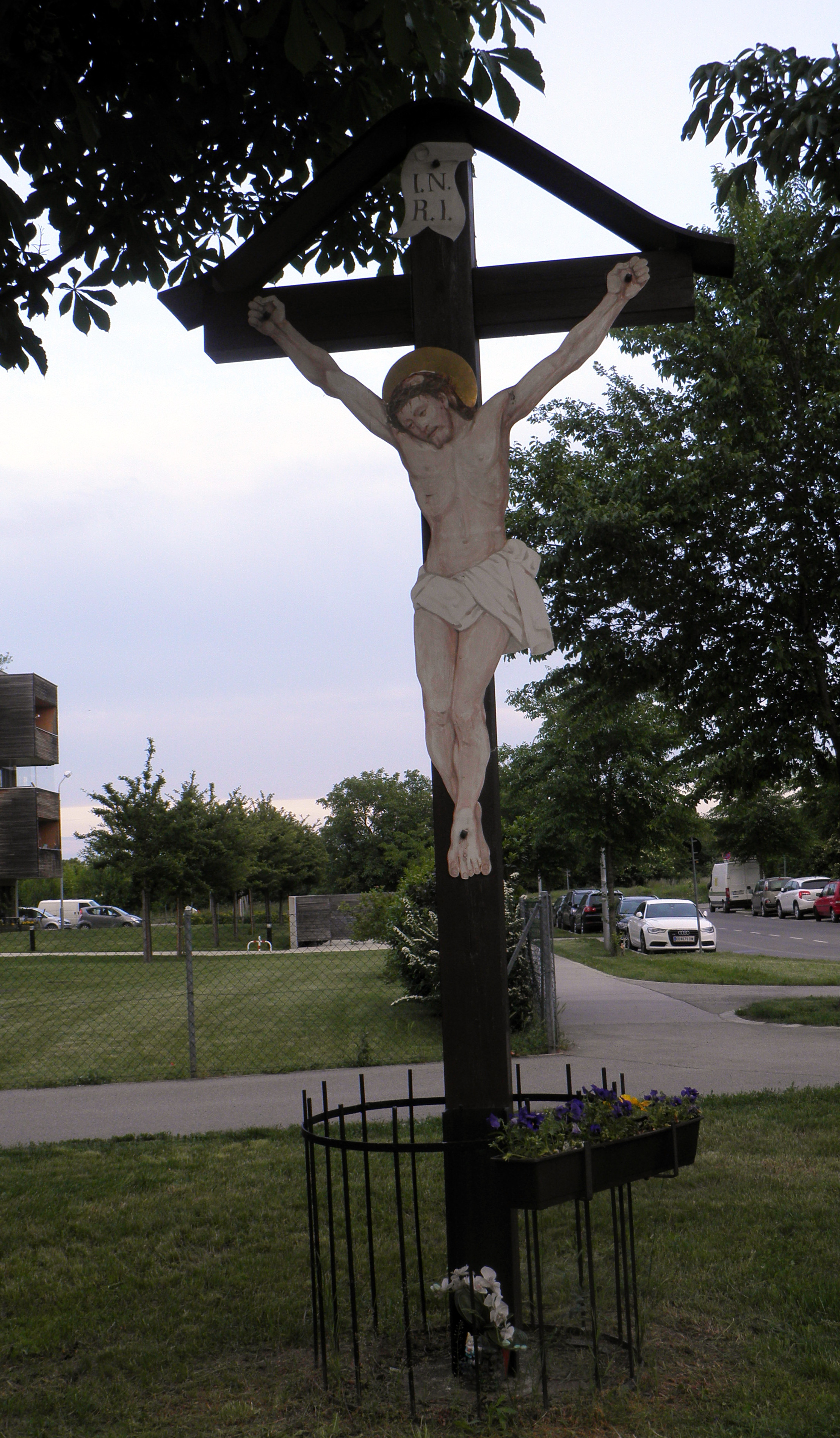
Rotes Kreuz Berlagasse

Das Rote Kreuz ist ein Friedhofskreuz  im Kreuzungsbereich Berlagasse und Mühlweg in Strebersdorf im 21. Wiener Gemeindebezirk Floridsdorf.

## Geschichte
Das Kreuz wurde 1822 von Anton Glock als Friedhofskreuz für einen Cholerafriedhof gestiftet. Sein Schwiegersohn Johann Hirsch erneuerte es 1876 aus dem Stegbaum einer zerstörten Schiffmühle. 1937 wurde es durch einen Sturm zerstört und neu errichtet.

## Beschreibung
Das Rote Kreuz ist ein einfaches einarmiges Holzkreuz im Typus des sogenannten „Blechernen Herrgotts“. Der Blechcorpus ist polychromiert. Das Kreuz ist rot gefärbt.